# شركة النيل الأبيض للبترول التشغيلية
شركة النيل الأبيض للبترول التشغيلية(WNPOC) هي شركة استكشاف وإنتاج البترول في السودان. تأسست عام 2001. ومن المتوقع ارتفاع الإنتاج في عام 2006 إلى 500 ألف برميل من البترول يومياً، بعد الانتهاء من بناء خط الأنابيب في أبريل 2006 الذي يربط حقول البترول في جنوب السودان والخرطوم وبورتسودان.

## الأسهم والشركاء
أسهم الشركة موزعة على:
- شركة بتروناس، ماليزيا: 50%
- شركة سودابت، السودان: 50%[2]

وتعمل بالشراكة مع:
- شركة ONGC Videsh الهندية
- شركة لوندين السويدية
- هاي تك بتروليوم[3]